# ファビエンヌ・コッハー
ファビエンヌ・コッハー（Fabienne Kocher　1993年6月13日- ）はスイス出身の柔道選手。階級は52kg級。

## 経歴
2009年のヨーロッパユースオリンピックフェスティバル52㎏級で3位になった。2011年のヨーロッパジュニアと世界ジュニア57㎏級では3位だった。2013年のヨーロッパジュニアで優勝すると、世界ジュニアでは3位になった。2014年の世界選手権では7位だった。その後階級を52㎏級に下げると、2020年のグランドスラム・ブダペストで2位になった。2021年の世界選手権では準決勝でスペインのアナ・ペレス・ボクスに技ありで敗れるも3位になった。7月に日本武道館で開催された東京オリンピックでは5位だった。
IJF世界ランキングは2591ポイント獲得で11位(24/5/6現在)。

## 主な戦績
- 2009年 - ヨーロッパユースオリンピックフェスティバル　3位(52㎏級)

57㎏級での戦績
- 2011年 - ヨーロッパジュニア　3位
- 2011年 - 世界ジュニア　3位
- 2013年 - ヨーロッパジュニア　優勝
- 2013年 - 世界ジュニア　3位
- 2013年 - U23ヨーロッパ選手権　3位
- 2014年 - 世界選手権　7位

52㎏級での戦績
- 2019年 - グランプリ・テルアビブ　3位
- 2019年 - グランプリ・ブダペスト　3位
- 2020年 - グランドスラム・ブダペスト　2位
- 2021年 - グランドスラム・タシケント　3位
- 2021年 - 世界選手権　3位
- 2021年 -　東京オリンピック　5位
- 2022年 -　グランプリ・アルマダ 3位
- 2022年 -　グランドスラム・パリ 3位
- 2022年 -　グランプリ・ザグレブ　3位
- 2022年 - ヨーロッパオープン・オーバーヴァルト　2位
- 2022年 - ヨーロッパオープン・リッチョーネ　2位
- 2024年 - グランドスラム・ドゥシャンベ　優勝

(出典、JudoInside.com)